# Alfonso Durazo Montaño
Francisco Alfonso Durazo Montaño (Bavispe, 11 luglio 1954) è un politico e avvocato messicano, governatore del Sonora dal 13 settembre 2021.

## Biografia
Nato a Bavispe, nel Sonora, si laurea in ingegneria civile presso l'Università nazionale autonoma del Messico, acquisisce poi un'ulteriore laurea in giurisprudenza presso l'Università autonoma metropolitana, un master in pubblica amministrazione all'Istituto di Sonora di pubblica amministrazione e un dottorato in politica pubblica all'Istituto tecnologico e di studi superiori di Monterrey.

### Carriera politica
Entra nel Partito Rivoluzionario Istituzionale. Dal 1992 al 1993 è segretario privato del segretario allo sviluppo sociale Luis Donaldo Colosio, anche quando questo si candida presidente del Messico.
Nel maggio 2000 entra nel Partito Azione Nazionale e si unisce alla campagna presidenziale di Vicente Fox. Al momento dell'insediamento da presidente, Fox lo nomina segretario privato, e nel 2003 portavoce della presidenza. Lascia l'incarico nel 2004, rivolgendo poi forti critiche all'amministrazione di Fox.
Nel marzo 2006 annuncia di unirsi alla campagna presidenziale di Andrés Manuel López Obrador. Quell'anno si candida inoltre senatore per il Sonora, ma non vince le elezioni. Nel gennaio 2012 si unisce nuovamente alla campagna presidenziale di López Obrador. Esce dal partito, iscrivendosi al Movimento Cittadino.
Nello stesso anno è eletto deputato federale; tuttavia, due anni dopo, nel 2014, cambia partito e passa nel Morena, dove diviene coordinatore della frazione parlamentare di tale partito.
Alle elezioni del 2018 si candida col Morena a senatore per il Sonora. Vince, assumendo l'incarico il 1º settembre 2018. Tuttavia lascia il senato l'8 novembre successivo perché proposto come segretario della sicurezza e della protezione cittadina dal presidente Andrés Manuel López Obrador, carica che alla fine esegue.
Il 17 settembre 2022 diventa presidente del consiglio nazionale del Morena, sostituendo Bertha Luján Uranga.
Alle elezioni del 2021 si candida come governatore dello stato, vincendo ed entrando in carica ufficialmente il 13 settembre 2021.